# Acomys airensis
Acomys airensis (Голчаста миша західно-сахарська; Thomas and Hinton, 1921) — вид мишей родини Мишеві (Muridae).

## Історія вивчення
Вперше вид був описаний Олдфілдом Томасом та Мартіном Хінтоном в 1921 році на горі Багуезан в Нігері, на висоті 1585 м.

## Поширення
Населяє територію від західної Мавританії, Малі, Нігер та Чад (Bâ et al., 2001; Barome et al., 1998, 2000; Dobigny et al., 2001a, b, 2002b, 2003; Le Berre, 1990; Tranier et al., 1999).

## Опис
Проживає в норах у субтропічних та тропічних вологих скребах, нагір'ях, на сільськогосподарських полях та людських поселеннях.